# Pfarrkirche Eibenstein

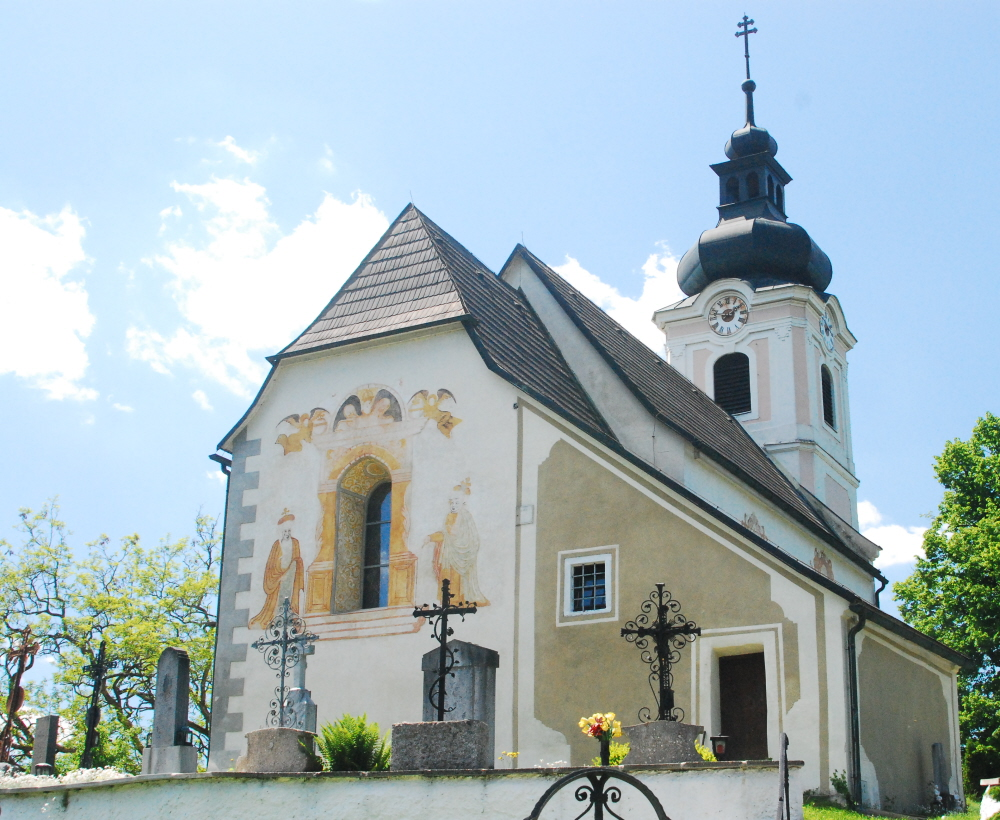
Pfarrkirche Eibenstein

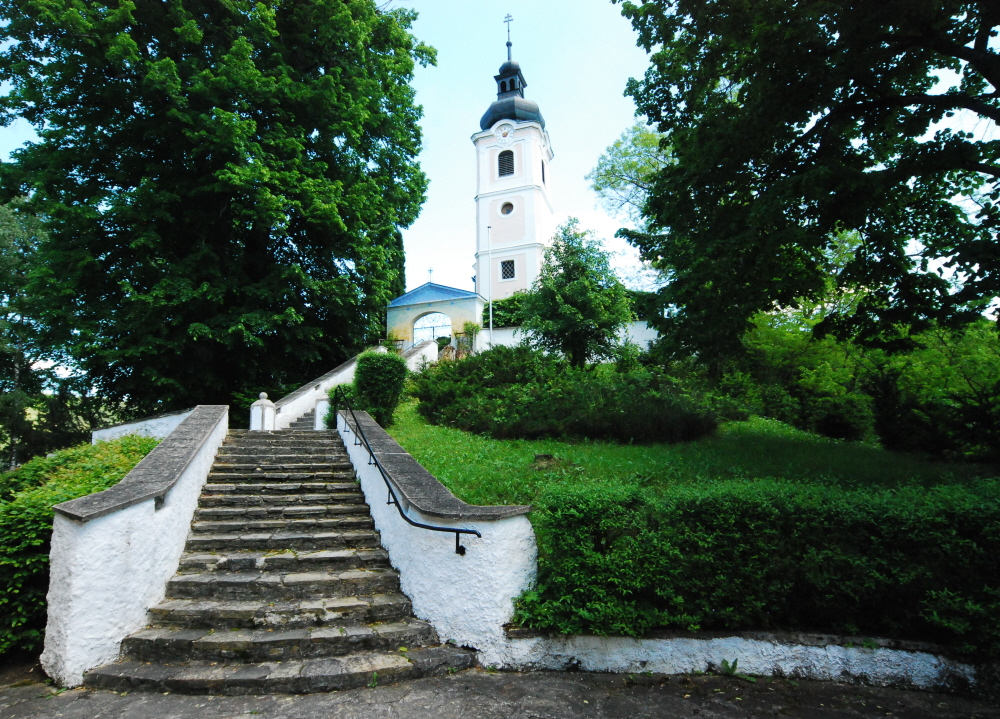
Zugang

Die römisch-katholische Pfarrkirche Eibenstein ist dem heiligen Ägidius geweiht und dem Dekanat Geras unterstellt. Der Ort Eibenstein gehört zur niederösterreichischen Stadtgemeinde Raabs an der Thaya. 

## Geschichte
Der Zeitpunkt der Pfarrgründung ist nicht bekannt, die erste urkundliche Erwähnung erfolgte jedoch im Jahr 1300. 1467 und 1475 erwirkte ein Wolfgang Müller in Rom Ablässe für jene, die einen Beitrag zum Bau beziehungsweise der Ausschmückung der Pfarrkirche beitrugen. 1494 fand eine Rekonziliation statt, deren Anlass nicht bekannt ist.
Zwischen 1569 und 1731 war Eibenstein eine Filiale der Pfarre Drosendorf. Nachdem 1730 unter Abt Nikolaus Zandt die Kirche wieder hergestellt und ein neuer Pfarrhof errichtet worden war, wurde die Pfarre vom Stift Geras aus seelsorgerisch betreut.

## Beschreibung
Die Kirche liegt auf einem Hügel über der Thaya gegenüber der Burgruine Eibenstein. Von der Straße aus ist sie nur über eine steile, axial zum Fassadenturm angelegte Treppenanlage erreichbar.
Die im Kern romanische, gotisch veränderte Saalkirche mit barockem Westturm ist von einem Friedhof mit geböschter Mauer umgeben. Der vorgestellte, barocke, dreigeschoßige Westturm mit abgeschrägten Kanten zwischen Giebelschrägen stammt aus dem zweiten Drittel des 18. Jahrhunderts, ist durch Faschen und Pilaster gegliedert und hat einen Zwiebelhelm über Uhrengiebeln und einen südseitigen Emporenaufgang. Das schlichte Langhaus und der eingezogene Rechteckchor sind im Kern romanisch. Der Sakristeianbau nördlich des Chores ist mit einer erneuerten Putzpilastergliederung versehen. Eine Wandmalerei aus dem späten 16. Jahrhundert wurde 1975 freigelegt.